# Chuck Aleksinas
Charles John Aleksinas, detto Chuck (Litchfield, 26 febbraio 1959), è un ex cestista statunitense, professionista nella NBA, in Spagna e in Italia.

## Carriera
Dopo aver frequentato la Wamogo High School nella natia Litchfield (Connecticut), ed in seguito il college alla University of Kentucky prima di trasferirsi alla University of Connecticut, è stato scelto nel draft NBA 1982 al quarto giro con il numero 7 dai Chicago Bulls, con i quali peraltro non ha mai giocato. Nella NBA ha giocato una sola stagione con 5,1 punti di media.

## Palmarès
- Campione NCAA (1978)